# مونتانا كوكس
 مونتانا كوكس  (بالإنجليزية: Montana Cox)‏ (مواليد 2 سبتمبر 1993) عارضة أزياء أسترالية، اشتهرت بفوزها بنسخة السابعة من برنامج أستراليا نيكست توب موديل.

## روابط خارجية
- مونتانا كوكس في إنستغرام
- مونتانا كوكس إم جي موديل
- مونتانا كوكس في دليل عارضة الأزياء